# شهرستان شانگاو
شهرستان شانگاو (به لاتین: Shanggao County) یک شهرستان‌های جمهوری خلق چین در چین است که در یچان واقع شده‌است.